# Wiener Looping
Wiener Looping ist eine Stahlachterbahn vom Modell BigDipper des Herstellers Mack Rides im Wiener Prater (Wien, Österreich), die am 23. Mai 2025 eröffnet wurde. Der Name bezieht sich auf die Achterbahn Wiener Looping, die bereits 1982 im Wiener Prater errichtet wurde, aber auf Grund von Lärmbeschwerden nie eröffnet wurde.

## Hintergrund
Üblicherweise werden die Fahrgeschäfte im Wiener Prater von verschiedenen Schaustellern betrieben. Der Wiener Prater betreibt selbst nur eine geringe Anzahl von Fahrgeschäften. In einem Interview gab der Parkpräsident Stefan Sittler-Koidl bekannt, dass er für Anfang 2022 eine neue Achterbahn plant, wobei die Planungen für die Anlage bereit 2019 begonnen haben. Der Bau einer eigenen Achterbahn sei ein Kindheitstraum von ihm. Nach einigen Verzögerungen begann der Bau der Anlage im Jahr 2024.

## Fahrt
Die 518 m lange Strecke erreicht eine Höhe von 31 m und besitzt einen 92° steilen First Drop. Drei Inversionen wurden verbaut: eine Banana-Roll, einen Finnish-Loop und einen Dive Drop.

## Wagen
Wiener Looping besitzt zwei einzelne Wagen mit jeweils zwei Reihen à vier Personen. Bei einem der beiden Wagen ist die zweite Reihe umgedreht, sodass die Fahrgäste rückwärts fahren.